# Santo Domingo Juniors
Das Santo Domingo Juniors (auch Santo Domingo Junior International genannt) ist im Badminton die offene internationale Meisterschaft der Dominikanischen Republik für Junioren und damit das bedeutendste internationale Juniorenturnier der Dominikanischen Republik. Es wurde erstmals 2016 ausgetragen.

## Die Sieger
| Saison    | Herreneinzel          | Dameneinzel                      | Herrendoppel                                            | Damendoppel                                              | Mixed                                                        |
| --------- | --------------------- | -------------------------------- | ------------------------------------------------------- | -------------------------------------------------------- | ------------------------------------------------------------ |
| 2016      | Christopher Martínez  | Bermary Altagracia Polanco Muñoz | Angel Argenis Marinez Ulloa Cesar Adonis Brito Gonzalez | Nairoby Abigail Jiménez Bermary Altagracia Polanco Muñoz | Angel Argenis Marinez Ulloa Bermary Altagracia Polanco Muñoz |
| 2017      | Christopher Martínez  | Nairoby Abigail Jiménez          | Yonatan Linarez Cesar Adonis Brito Gonzalez             | Yaqueline Duarte Adelina Quiñones                        | Diego Subauste Fernanda Saponara Rivva                       |
| 2018      | Yonatan Linarez       | Nairoby Abigail Jiménez          | Joiser Calanche Manuel Estefano Quijada Moreno          | Nairoby Abigail Jiménez Clarisa Pie                      | Yonatan Linarez Bermary Altagracia Polanco Muñoz             |
| 2019      | Emerson Barrientos    | Clarisa Pie                      | Emerson Barrientos Miguel Quirama                       | Alisa Juleisy Acosta Clarisa Pie                         | Miguel Quirama Manuela Restrepo                              |
| 2020      | nicht ausgetragen     | nicht ausgetragen                | nicht ausgetragen                                       | nicht ausgetragen                                        | nicht ausgetragen                                            |
| 2021      | Andrew Tan            | Daniela Acosta                   | Andrew Tan Rylan Tan                                    | Daniela Acosta Esteffany Yokeylyn Castillo Mata          | Ernick Zorrilla Daniela Acosta                               |
| 2022 2024 | nicht ausgetragen     | nicht ausgetragen                | nicht ausgetragen                                       | nicht ausgetragen                                        | nicht ausgetragen                                            |
| 2025      | Arav Siddharth Mestry | Naomi Junco Vasquez              | Guillermo Buendia Maldonado Maurice Martin Revilla      | Naomi Junco Vasquez Taisia Kasianov Kasianova            | Guillermo Buendia Maldonado Naomi Junco Vasquez              |